# دولة شيوعية
الدولة الشيوعية، المعروفة أيضًا باسم الدولة الماركسية اللينينية، دولة يديرها ويحكمها حزب شيوعي واحد توجهه الماركسية اللينينية. كانت الماركسية اللينينية أيديولوجية الدولة للاتحاد السوفييتي والشيوعية الدولية بعد البلشفة، وللدول الشيوعية ضمن الكوميكون، والكتلة الشرقية وحلف وارسو. لا تزال الماركسية اللينينية أيديولوجية العديد من الدول الشيوعية في جميع أنحاء العالم والأيديولوجية الرسمية للأحزاب الحاكمة في الصين وكوبا ولاوس وفيتنام وكوريا الشمالية.
عادة ما يدير جهاز حزبي مركزي واحد الدول الشيوعية. على الرغم من أن بعض الدول تحاول أن تخلق انطباعًا عن وجود تعددية حزبية لديها، إلا أن كل تلك الأحزاب يسيطر عليها الحزب المركزي الحاكم. عادة ما تكون هذه الأحزاب ماركسية لينينية مع بعض الاختلافات الوطنية كما هي حال الماوية أو التيتوية، بهدف رسمي هو تحقيق الاشتراكية والتقدم نحو مجتمع شيوعي. كانت هناك عدة حالات لدول شيوعية تتمتع بمشاركة سياسية فاعلة تشمل العديد من المنظمات غير الحزبية الأخرى مثل المشاركة الديمقراطية المباشرة ولجان المصانع والنقابات العمالية.
يستخدم المؤرخون الغربيون وعلماء السياسة ووسائل الإعلام مصطلح «الدولة الشيوعية» للإشارة إلى هذه البلدان وتمييزها عن الدول الاشتراكية الأخرى، لكن تلك «الدول الشيوعية» لا تصنف نفسها شيوعية ولا تدعي أنها حققت الشيوعية، بل تشير إلى نفسها على أنها دول اشتراكية تعمل على بناء الاشتراكية. تشمل المصطلحات التي تستخدمها الدول الشيوعيا «الديمقراطية الوطنية» و «الديمقراطية الشعبية» و «الموجهة نحو الاشتراكية» و «دولة العمال والفلاحين».

## نظرة عامة

### تطورها
خلال القرن العشرين، نشأت أول دولة شيوعية دستورية في العالم في روسيا نهاية العام 1917، وانضمت إليها مناطق أخرى من الإمبراطورية في العام 1920 لتكون معًا الاتحاد السوفيتي. احتل الجيش السوفياتي بعد الحرب العالمية الثانية جزءًا كبيرًا من أوروبا الشرقية وساعد في إنشاء دول شيوعية في هذه البلدان. كانت معظم الدول الشيوعية في أوروبا الشرقية متحالفة مع الاتحاد السوفياتي، باستثناء يوغسلافيا التي أعلنت نفسها من دول عدم الانحياز. بعد حرب ضد الاحتلال الياباني وحرب أهلية أسفرت عن انتصار شيوعي، تأسست جمهورية الصين الشعبية في عام 1949، كما تأسست دول شيوعية في كمبوديا وكوبا ولاوس وفيتنام. تأسست الدولة الشيوعية في كوريا الشمالية، على الرغم من أنها تبنت فيما بعد أيديولوجيتها الخاصة التي تسمى «الجوتشي». في عام 1989، انهارت الدول الشيوعية في أوروبا الشرقية تحت ضغط شعبي خلال موجة من الحركات اللاعنفية أدت إلى تفكك الاتحاد السوفياتي عام 1991.
أما اليوم، فالدول الشيوعية الموجودة في العالم هي الصين وكوبا ولاوس وفيتنام. لا تدعي هذه الدول في كثير من الأحيان أنها حققت الاشتراكية أو الشيوعية في بلدانها، لكنها تبني وتعمل من أجل إقامة الاشتراكية. على سبيل المثال، تنص مقدمة دستور جمهورية فيتنام الاشتراكية على أن فيتنام دخلت فقط مرحلة انتقالية بين الرأسمالية والاشتراكية بعد إعادة توحيد البلاد في ظل الحزب الشيوعي عام 1976، ودستور عام 1992 لجمهورية كوبا ينص أن دور الحزب الشيوعي الكوبي هو «توجيه الجهود المشتركة نحو أبناء الاشتراكية وأهدافها».

### مؤسساتها
تتشارك الدول الشيوعية في مؤسسات متشابهة منظمة على أساس أن الحزب الشيوعي هو طليعة البروليتاريا ويمثل مصالح الشعب على المدى الطويل. تمتد عقيدة المركزية الإدارية الديمقراطية، التي وضعها فلاديمير لينين كمجموعة من المبادئ لاستخدامها في الشؤون الداخلية للحزب الشيوعي، إلى المجتمع ككل. حسب للمركزية الإدارية الديمقراطية، يجب أن ينتخب الشعب جميع القادة وتجب مناقشة جميع المقترحات علنًا، لكن بمجرد التوصل إلى قرار، على جميع الناس واجب احترام ذلك القرار. عندما تطبّق ضمن حزب سياسي، فإن المركزية الإدارية الديمقراطية تهدف إلى منع الانقسامات، لكن إذا طُبقت على مستوى دولة بأسرها، فإنها ستخلق عند تطبيقها نظام الحزب الواحد. تصف دساتير معظم الدول الشيوعية نظامها السياسي كأحد أشكال الديمقراطية، وتعترف بسيادة الشعب كما تجسدها سلسلة من المؤسسات البرلمانية التمثيلية. ليس لمثل هذه الدول فصل للسلطات، لكنها تمتلك بدلًا عنها هيئة تشريعية وطنية واحدة (مثل مجلس السوفيات الأعلى في الاتحاد السوفياتي) الذي يعتبر أعلى جهاز لسلطة الدولة وهو أعلى من الناحية القانونية من السلطتين التنفيذية والقضائية.
غالبًا ما يكون للسياسة التشريعية الوطنية في الدول الشيوعية هيكل مشابه للبرلمانات الموجودة في الجمهوريات الليبرالية، لكن مع اختلافين مهمين. أولًا، من غير المتوقع أن يمثل النواب المنتخبون لهذه الهيئات التشريعية الوطنية مصالح أي دائرة معينة، بل المصالح طويلة الأمد للشعب كله. ثانيا، وعلى عكس نصيحة كارل ماركس، ليست الهيئات التشريعية للدول الشيوعية في حالة انعقاد دائم، بل يجتمعون مرة واحدة أو عدة مرات في السنة في جلسات تستمر بضعة أيام فقط. عندما لا تكون الهيئة التشريعية الوطنية منعقدة، تنقل سلطاتها إلى مجلس أصغر (يسمى في الغالب هيئة رئاسة) يجمع بين السلطتين التشريعية والتنفيذية وفي بعض الدول الشيوعية (مثل الاتحاد السوفياتي قبل 1990) يعمل مجتمعًا كرئيس للبلاد. تتكون في بعض الأنظمة هيئة الرئاسة من أعضاء الحزب الشيوعي المهمين والذين يصوتون قرارات الحزب الشيوعي فتصبح قوانين.
من سمات الدول الشيوعية وجود العديد من المنظمات الاجتماعية التي ترعاها الدولة (جمعيات الصحفيين والمدرسين والكتاب وغيرهم من المهنيين والتعاونيات الاستهلاكية والنوادي الرياضية والنقابات ومنظمات الشباب والمنظمات النسائية) والتي دُمجت في النظام السياسي. من المتوقع في الدول الشيوعية أن تعزز المنظمات الاجتماعية الوحدة والتماسك الاجتماعيين، لتكون حلقة وصل بين الحكومة والمجتمع، وتوفر منتدى لتجنيد أعضاء الحزب الشيوعي الجدد.
تاريخيًا، سيطر احتكار الحزب الواحد على التنظيم السياسي للعديد من الدول الاشتراكية. بعض الحكومات الشيوعية مثل تلك الموجودة في الصين وتشيكوسلوفاكيا وألمانيا الشرقية لديها أو كان لديها أكثر من حزب سياسي، ولكن المطلوب من جميع تلك الأحزاب الصغيرة اتباع قيادة الحزب الشيوعي. قد لا تتسامح الحكومة في الدول الشيوعية مع انتقاد السياسات التي نُفّذت أو تُنفّذ. لكن هناك أحزاب شيوعية فازت بالانتخابات وحكمت ضمن ديمقراطيات متعددة الأحزاب دون السعي إلى إقامة دولة الحزب الواحد، وبالتالي فإن هذه الكيانات لا تندرج تحت تعريف الدولة الشيوعية. في معظم أوروبا، كانت الأحزاب الشيوعية تحظى بشعبية كبيرة وخدمت في العديد من الحكومات الائتلافية خلال القرن العشرين. تشمل الأمثلة على الحكم المباشر سان مارينو (1945–1957) ونيكاراغوا (1984-1990) وغيانا (1992–2015) ومولدوفا (2001-2009) وقبرص (2008–2013) ونيبال (1994-1998 ؛ 2008-2013 ؛ 2015-2017 ؛ 2018 إلى الوقت الحاضر)، إضافة إلى العديد من الحكومات البرازيلية والهندية والروسية.

## الدولة
حسب الفكر الماركسي اللينيني، فإن الدولة هي مؤسسة قمعية تقودها طبقة حاكمة. تسيطر هذه الفئة على الدولة وتعبر عن إرادتها الذاتية من خلالها. عبر صياغة القانون، تستخدم الطبقة الحاكمة الدولة لقمع الطبقات الأخرى وتشكيل ديكتاتورية طبقية، لكن هدف الدولة الشيوعية هو إلغاء ذلك النظام. على سبيل المثال، ينص الدستور الروسي لعام 1918 على ما يلي: «يتمثّل الهدف الرئيسي لدستور جمهورية روسيا الاتحادية الاشتراكية السوفياتية، الذي عُدل ليتماشى مع الفترة الانتقالية الحالية، في إقامة ديكتاتورية على البروليتاريا الحضرية والريفية والفلاحين الأشد فقرًا، على هيئة القوة السوفييتية الروسية، هدفها تأمين القمع الكامل للبرجوازية وإلغاء استغلال الإنسان للإنسان وتأسيس الاشتراكية التي لن يكون بموجبها أي تقسيم طبقي ولا أي سلطة للدولة». إن الدولة الشيوعية هي ديكتاتورية البروليتاريا، تمثل فيها البروليتاريا الطبقة الحاكمة. في الفكر الماركسي اللينيني، الدولة الاشتراكية آخر دولة قمعية قبل مرحلة التطور التالية المتمثلة بالشيوعية النقية، حيث لا طبقات اجتماعية ولا دولة. علّق فريدريك إنجلز على ذلك قائلًا: «يصبح تدخل الدولة في العلاقات الاجتماعية غير ضروري، ثم يموت من تلقاء نفسه. تُستبدل حكومة الأشخاص بإدارة الأشياء، وبإجراء عمليات الإنتاج. ادولة هنا لم تُلغى، بل ماتت لوحدها.
أدى إدخال الخطة الخمسية الأولى في الاتحاد السوفييتي إلى اعتقاد العديد من الشيوعيين أن أفول الدولة أصبح وشيكًا. لكن جوزيف ستالين حذر من أن أفول الدولة لن يحدث إلا بعد أن يهيمن نمط الإنتاج الاشتراكي على الرأسمالية. ردد الفقيه السوفييتي أندري فيشينسكي هذا الافتراض قائلًا إن الدولة الاشتراكية ضرورية «من أجل الدفاع عن العلاقات والترتيبات المواتية للعمال وتأمينها وتطويرها، وإبادة الرأسمالية وبقاياها بالكامل».
تتغلغل العقيدة في هذه الدول. بحسب الباحث بيتر تانغ، «فيكمن الاختبار الأسمى حول ما إذا كانت دولة الحزب الشيوعي ستبقى مكرسة بشكل ثوري أو تتحول إلى نظام معاد للثورة في موقفها من الأيديولوجية الشيوعية». لذلك، فإن الغرض الأيديولوجي الوحيد للدول الشيوعية هو نشر الاشتراكية، وبالتالي وجب عليها الاسترشاد بالماركسية اللينينية لتحقق هذا الهدف. اختارت الدول الشيوعية طريقتين لتحقيق هذا الهدف، وهما حكم غير مباشر على الطريقة الماركسية اللينينية من خلال الحزب (النموذج السوفييتي)، أو إلزام الدولة رسميًا بالماركسية اللينينية من خلال الدستور، كما هي حال الماوية في الصين. النموذج السوفياتي هو الأكثر شيوعًا وهو المستخدم حاليًا الصين.
ذكرت الماركسية اللينينية في الدستور السوفياتي. تنص المادة 6 من الدستور السوفياتي لعام 1977 على أن: «الحزب الشيوعي المسلح بالماركسية اللينينية يحدد المنظور العام لتطور المجتمع ومسار السياسة الداخلية والخارجية لاتحاد الجمهوريات الاشتراكية السوفياتية». يتناقض هذا النص مع الدستور الألباني لعام 1976 الذي نص بدوره في المادة 3: «الأيديولوجية السائدة في جمهورية ألبانيا الاشتراكية الشعبية هي الماركسية اللينينية. يتطور النظام الاجتماعي بأكمله على أساس مبادئها». اعتمد الدستور الصيني لعام 1975 لهجة مماثلة، فنص في المادة 2 أن «الفكر الماركسي اللينيني الماو تسي تونغي هو الأساس النظري الذي يوجه تفكير أمتنا». كما استخدم الدستور السوفياتي لعام 1977 عبارات مثل «بناء الاشتراكية والشيوعية» و «على طريق الشيوعية» و «بناء الأسس المادية والتقنية للشيوعية» و «تحسين العلاقات الاجتماعية الاشتراكية وتحويلها إلى علاقات شيوعية» في الديباجة.

### الدولة الديموقراطية الشعبية
طُبق مفهوم الدولة الديمقراطية الشعبية في أوروبا الشرقية بعد الحرب العالمية الثانية. يمكن تعريفه على أنه دولة ومجتمع صُفّيت فيه آثار الإقطاعية وبقاياها ووجد فيه نظام الملكية الخاصة، لكن الشركات المملوكة للدولة تجاوزته وغطّت على إنجازاته في مجالات الصناعة والنقل والائتمان.
حسب تعبير يوجين فارغا، «فإن الدولة نفسها وجهاز العنف الخاص بها يخدمان مصالح الكادحين في المدن والأرياف وليس مصالح البرجوازية الاحتكارية». قال الفيلسوف السوفياتي ن.ب. فاربيروف: «ديمقراطية الشعب في الجمهوريات الشعبية هي ديمقراطية للطبقات الكادحة تقودها الطبقة العاملة، هي ديمقراطية شاملة وكاملة بالنسبة للغالبية الساحقة من الناس، أي أنها ديمقراطية اشتراكية في طبيعتها واتجاهها، لهذا نسميها شعبية».

### الدولة الجمهورية الشعبية
الجمهورية الشعبية نوع من الدولة الاشتراكية ذات الدستور الجمهوري. على الرغم من أن المصطلح أصبح مرتبطًا في البداية بالحركات الشعبوية في القرن التاسع عشر مثل حركة فولكيش الألمانية ونارودنيك في روسيا، إلا أنه يرتبط الآن بالدول الشيوعية. دعا عدد من الدول الشيوعية قصيرة العمر، التي تشكلت خلال الحرب العالمية الأولى وبعدها، نفسه جمهوريات شعبية. نشأ العديد من تلك الدول في أراضي الإمبراطورية الروسية السابقة بعد ثورة أكتوبر.
ظهرت جمهوريات شعبية إضافية بعد انتصار الحلفاء في الحرب العالمية الثانية، خاصة داخل الكتلة الشرقية للاتحاد السوفياتي. أصبحت الصين في آسيا جمهورية شعبية بعد الثورة الشيوعية الصينية، نفس الأمر ينطبق على كوريا الشمالية.
خلال الستينيات، توقفت رومانيا ويوغوسلافيا عن استخدام مصطلح الجمهورية الشعبية في اسميها الرسميين، واستبدلتاه بمصطلح الجمهورية الاشتراكية، علامة على تطورهما السياسي المستمر. هذا وأضافت تشيكوسلوفاكيا مصطلح الجمهورية الاشتراكية إلى اسمها خلال هذه الفترة، لتصبح جمهورية شعبية عام 1948، لكن الدولة لم تستخدم هذا المصطلح باسمها الرسمي. استخدمت ألبانيا كلا المصطلحين في الاسم الرسمي منذ 1976 حتى 1991.

### الدولة القومية الديمقراطية
حاول مفهوم الدولة القومية الديمقراطية أن ينظّر كيف يمكن للدولة أن تطور الاشتراكية عبر تجنّب نمط الإنتاج الرأسمالي. بينما كان فلاديمير لينين أول من صاغ نظرية التطور غير الرأسمالي، فإن الحديث (الجديد) في هذا المفهوم كان تطبيقه على العناصر التقدمية لحركات التحرر القومية في العالم الثالث. قُدّم مصطلح الدولة القومية الديمقراطية بعد فترة وجيزة من وفاة ستالين، الذي اعتقد أن المستعمرات مجرد أتباع للإمبريالية الغربية وأن أرجحية الحركة الاشتراكية هناك قليلة.
اعتبر الماركسيون اللينينيون الدول التي استولت فيها حركات التحرر القومي على السلطة وأرست سياسة خارجية معادية للإمبريالية وسعت إلى بناء شكل من الاشتراكية دولًا قومية ديمقراطية. يمكن اعتبار مصر تحت حكم جمال عبد الناصر الذي التزم ببناء الاشتراكية العربية من الأمثلة على الدول القومية الديمقراطية. باستثناء كوبا، لم تنجح أي من هذه الدول في تطوير الاشتراكية. حسب الباحثة سيلفيا وودبي إدينجتون، قد يفسر هذا لماذا لم يحظى مفهوم الدولة القومية الديمقراطية «بتفصيل نظري كامل كنظام سياسي». لكان تلك الدول تميزت بصفة واحدة، هي أنها لم تكن بحاجة إلى أن يقودها حزب ماركسي لينيني.

### الدولة ذات التوجه الاشتراكي
تسعى الدولة ذات التوجه الاشتراكي للوصول إلى الاشتراكية عبر التنمية غير الرأسمالية. يختلف المصطلح جوهريًا عن مفهوم الدولة القومية الديمقراطية. الاختلاف الوحيد هو أن الدولة ذات التوجه الاشتراكي تُقسم إلى مرحلتين، أولًا إلى دولة ذات توجه اشتراكي قومي ديموقراطي، وثانيًا إلى دولة ذات توجه ديمقراطي اشتراكي. هذا وصُنّفت الدول التي تنتمي إلى فئة «الدولة ذات التوجه الاشتراكي القومي الديمقراطي» على أنها دول قومية ديمقراطية. من الأمثلة على الدول ذات التوجه الاشتراكي القومي الديمقراطي الجزائر التي تحكمها جبهة التحرير الوطني والعراق إبان حكم حزب البعث وبورما الاشتراكية. على النقيض من ذلك، كان على الدول الديمقراطية الاشتراكية الشعبية أن توجهها الماركسية اللينينية وأن تقبل الحقائق العالمية للماركسية اللينينية وأن ترفض المفاهيم الأخرى للاشتراكية مثل الاشتراكية الأفريقية.
كان للدول ذات التوجه الاشتراكي سبع سمات محددة، وهي أنها ديمقراطيات ثورية ولديها حزب ديمقراطي ثوري وديكتاتورية طبقية ودفاع عن الدول ذات التوجه الاشتراكي ولديها أجهزة للتحول الاجتماعي (الاشتراكي) وشرعت في بناء الاشتراكية وعملت لتحقيق الدولة ذات التوجه الاشتراكي (سواء القومية الديمقراطية الوطنية أو الشعبية الديمقراطية). الهدف السياسي للديمقراطية الثورية تهيئة الظروف للاشتراكية في البلدان إذا لم تكن الظروف الاجتماعية والسياسية والاقتصادية مواتية للاشتراكية. الميزة الثانية التي يجب تحقيقها هي تأسيس حزب ديمقراطي ثوري يجب أن يثبت نفسه قوة رائدة ويوجه الدولة باستخدام الفكر الماركسي اللينيني. نادرًا ما استمرّت الديمقراطية المركزية عند تطبيقها في هذه الدول.
على عكس الرأسمالية التي تحكمها الطبقة البرجوازية والاشتراكية حيث القيادات من البروليتارية، تمثّل الدولة ذات التوجه الاشتراكي مجموعة عريضة وغير متجانسة من الطبقات التي تسعى إلى تعزيز الاستقلال الوطني. لأن الفلاحين كانوا عادةً أكبر طبقة في الدول ذات التوجه الاشتراكي، فقد أكّدت الدولة ذات التوجه الاشتراكي على دورهم، تمامًا كما تصرفت الدول الاشتراكية الأخرى مع الطبقة العاملة. على أية حال، فقد اعترفت الماركسية اللينينية أن هذه الدول غالبًا ما تقع تحت سيطرة مجموعات معينة مثل الجيش في إثيوبيا. كما لوحظ إنشاء نظام قانوني ومؤسسات قمعية لحماية الطبيعة الاشتراكية للدولة. السمة الخامسة هي أن الدولة ذات التوجه الاشتراكي يجب أن تتولى وسائل الإعلام والنظام التعليمي مع إنشاء منظمات جماهيرية لتعبئة الجماهير. على عكس النموذج الاقتصادي السوفياتي، فإن اقتصاد الدول ذات التوجه الاشتراكي عبارة عن اقتصادات مختلطة تسعى إلى جذب رأس المال الأجنبي كما تسعى إلى الحفاظ على القطاع الخاص وتطويره. على حد تعبير الزعيم السوفياتي ليونيد بريجنيف، كانت تلك الدول في طريقها إلى السيطرة على القطاعات السيادية للاقتصاد وتأسيس اقتصاد مخطط توجّهه الدولة. حسب المصادر السوفياتية، كانت لاوس هي الدولة الوحيدة ذات التوجه الاشتراكي التي تمكنت من التطور إلى دولة اشتراكية.

### الدولة الاشتراكية
إن الدولة الاشتراكية هي أكثر من مجرد شكل من أشكال الحكم ولا يمكن أن نجدها إلا في البلدان ذات الاقتصاد الاشتراكي. هناك أمثلة على عدة دول أقامت شكلًا اشتراكيًا للحكومة قبل تحقيق الاشتراكية. تأسست الدول الاشتراكية السابقة لأوروبا الشرقية كديمقراطيات شعبية (مرحلة تطور بين الرأسمالية والاشتراكية). فيما يتعلق بالدول الخاضعة للحكم الماركسي اللينيني في أفريقيا والشرق الأوسط، لم يعتبر الاتحاد السوفياتي أيًا منها دولةً اشتراكية، بل كان يشير إليها كدول ذات توجه اشتراكي. على الرغم من أن العديد من البلدان ذات التي تشير دساتيرها للاشتراكية والبلدان التي تحكمها الحركات الاشتراكية لفترات طويلة موجودة على أرض الواقع، إلا أنا النظرية الماركسية اللينينية تقول أن لا دولة اشتراكية إلا إذا كانت محكومة من حزب شيوعي أسس اقتصادًا اشتراكيًا. تتعامل النظرية مع الدول التي تعرف نفسها إما كدولة اشتراكية أو كدولة بقيادة حزب ماركسي لينيني حاكم في دساتيرها. لهذا السبب وحده، غالبًا ما تسمى هذه الدول بالدول الشيوعية الشيوعية.

## النظام السياسي

### الحكومة
أعلى وكالة إدارية لسلطة الدولة في الدول الشيوعية هي الحكومة. تعمل حكومات الدول الشيوعية كجهاز تنفيذي للسلطة التشريعية. أدخل المجلس السوفياتي الأعلى على أنظمة حكم جميع الدول الشيوعية مع وجود بعض الاختلافات بينها. عُرفت الحكومة السوفياتية باسم مجلس الوزراء غالبية فترة وجودها واستخدمت أسماء مطابقة لهذا المصطلح لحكومات ألبانيا وألمانيا الشرقية والمجر وبولندا ورومانيا. كان المجلس السوفياتي الأعلى مستقلًا عن الوكالات المركزية الأخرى مثل المجلس التشريعي وهيئته الرئاسية، لكنه كان مخوّلًا اتخاذ القرارات في جميع الشؤون التي يرغب التدخّل بها. كانت الحكومة السوفيتية مسؤولة أمام المجلس التشريعي، أما في الفترات بين جلسات البرلمان، فكانت تقدم تقاريرها لدى الجنة البرلمانية الدائمة. كان بإمكان اللجنة الدائمة إعادة تنظيم ومساءلة الحكومة السوفياتية، لكنها لم تستطع توجيها. كانت الحكومة مسؤولة عن النظام الاقتصادي الشامل والنظام العام والعلاقات الخارجية والدفاع. طُبق النموذج السوفياتي بشكل أو بآخر في بلغاريا وتشيكوسلوفاكيا وألمانيا الشرقية والمجر وبولندا ورومانيا، مع وجود استثناءات قليلة. شكّلت تشيكوسلوفاكيا أحد الاستثناءات، إذ كان لديها رئيس وليس رئاسة جماعية، كما شكلت بلغاريا استثناء آخر، إذ فُوّض مجلس الدولة فيها توجيه مجلس الوزراء.

### التشريع

#### السلطات والتنظيم

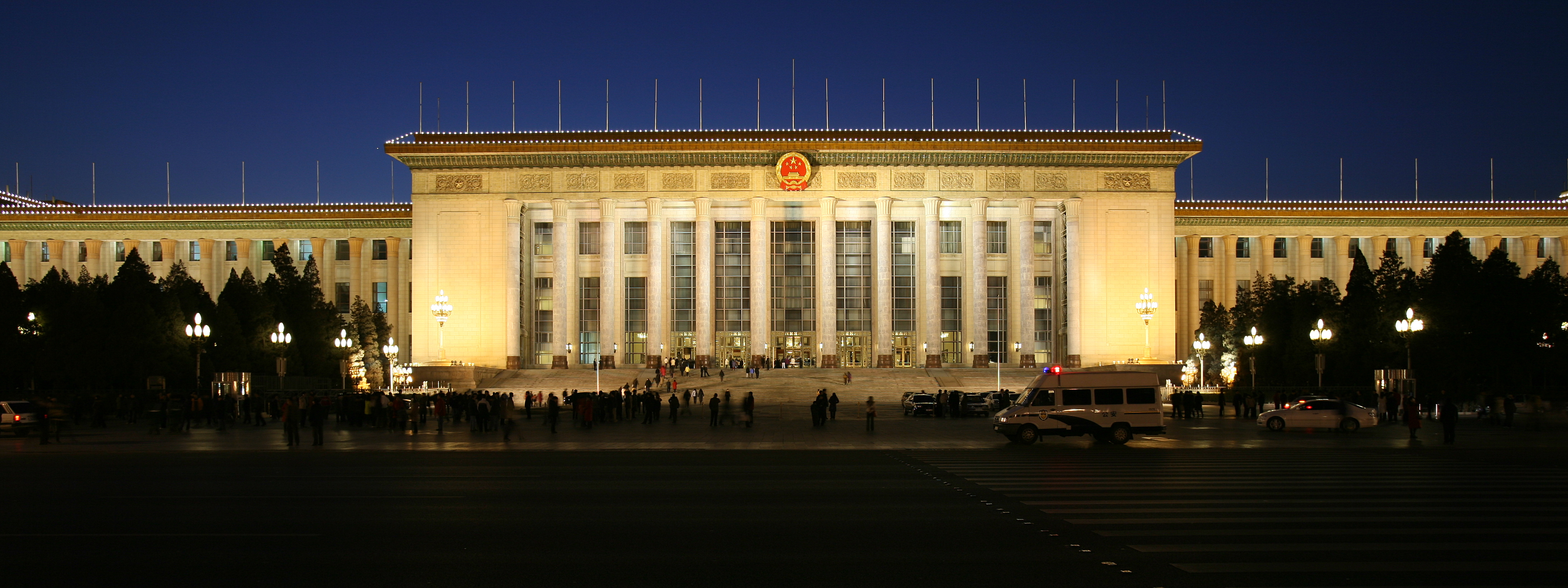
مكان انعقاد مجلس الشعب الصيني

توحّدت كلّ سلطات الدولة الشيوعية في السلطة التشريعية، وهذه مخالفة صارخة لمبدأ فصل السلطات المعتمد في الدول الديموقراطية الليبرالية. تقرّ السلطة التشريعية الدستور ولا يمكن لأحد سواها تعديله. شجب المنظرون القانونيون السوفيات المراجعة القضائية والمراجعة خارج البرلمان كمؤسسات برجوازية كما اعتبروه تقييدًا للسلطة العليا للشعب. كانت الهيئة التشريعية مع هيئاتها الفرعية مسؤولة عن الإشراف على النظام الدستوري. وبما أن المجلس التشريعي هو القاضي الدستوري الأعلى، فلا يمكن بالتالي أن تكون أعمال الهيئة التشريعية غير دستورية.
كان مجلس السوفيات الأعلى هو المجلس التشريعي الاشتراكي الأول، وقد أُدخل النظام التشريعي السوفياتي في أنظمة جميع الدول الشيوعية. يجتمع المجلس السوفياتي الأعلى مرتين في السنة، لمدة يومين أو ثلاثة أيام في كل جلسة، ما يجعله إحدى أولى الهيئات التشريعية التي تعقد بشكل متكرر خلال وجودها. اتّمدج نفس النظام، أي الاجتماع مرتين في السنة في الصين المعاصرة ودول الكتلة الشرقية. شُكّلت الهيئة التشريعية في الصين، والمعروفة باسم مجلس الشعب الصيني على هيئة نظيره السوفياتي. كما هي الحال مع الاتحاد السوفيتي، فإن المجلس الوطني لنواب الشعب هو أعلى جهاز في الدولة وينتخب لجنة دائمة له (كان للسوفييت هيئة رئاسة)، إضافة إلى الحكومة ومجلس الدولة (نظيره السوفياتي هو مجلس الوزراء). إضافة إلى ذلك، فإن الحزب الحاكم في جميع الدول الشيوعية إما يمتلك غالبية واضحة من المقاعد البرلمانية كما هي الحال في الصين، أو يشغل المقاعد كلها كما كانت الحال في المجلس التشريعي الوطني السوفياتي.
لم يولي الباحثون الغربيون الكثير من الاهتمام للهيئات التشريعية في الدول الشيوعية، وذلك لعدم امتلاك تلك الدول لهيئات هامة تحقق السياسة الاشتراكية كما هي الحال في الهيئات التشريعية للديموقراطيات الليبرالية. يختلف دور السلطات التشريعية من بلد إلى آخر. ففي الاتحاد السوفياتي، اقتصر دور الملس السوفياتي الأعلى على الاستماع إلى تصريحات القادة السياسيين والتصويت الشكلي على قرارات وتشريعات جاهزة سُنّت في كان آخر، بينما كانت المجالس التشريعية في بولندا وفيتنام ويوغوسلافيا أكثر نشاطًا وكان لها تأثير على صناعة القانون واتخاذ القرارات.

## الدول الشيوعية السابقة
الاتحاد السوفيتي (1922 - 1991)
 جمهورية بولندا الشعبية
```
(1947 -1989)
```

 ألمانيا الشرقية (1949 - 1989)
 تشيكوسلوفاكيا (1948 - 1989)
 رومانيا (1946-1989)
 يوغوسلافيا (1948-1992)

## الدول الشيوعية حاليًا
| الدولة                | البداية منذ | الحزب الحكام             |
| --------------------- | ----------- | ------------------------ |
| جمهورية الصين الشعبية | منذ (1949)  | الحزب الشيوعي الصيني     |
| كوبا                  | منذ (1961)  | الحزب الشيوعي الكوبي     |
| لاوس                  | منذ (1975)  | حزب الشعب الثوري اللاوسي |
| فيتنام                | منذ (1976)  | الحزب الشيوعي الفيتنامي  |
| كوريا الشمالية        | منذ (1976)  | حزب العمال الكوري        |

منذ عام 1980، أصبح حزب العمال الكوري مختلف عن بقيه الأحزاب والدول الشيوعية، ويتبنى أفكار الزوتشية.

### حكومات شيوعية
هي دول ليست شيوعية، لكن يوجد بها نظام تعدد الاحزاب وديموقراطية، ولكن حكوماتها من احزاب شيوعية
- قبرص من 2008 الحزب الحاكم: الحزب التقدمي الشعبي العامل.
- نيبال . الحزب الحاكم: الحزب الشيوعي النيبالي الموحد، الاغلبية في الحكومة الائتلافية.

### حكومات تتضمن أحزاب شيوعية
- البرازيل: الحزب الشيوعي البرازيلي، يشارك في الحكومة الائتلافية التي تحكم حاليا.
- أوكرانيا : الحزب الشيوعي الأوكراني، يشارك في الحكومة الائتلافية التي تحكم حاليا.
- جنوب إفريقيا : الحزب الشيوعي الجنوب أفريقي، يشارك في الحكومة الائتلافية التي تحكم حاليا.
- سريلانكا : الحزب الشيوعي السريلانكي، يشارك في الحكومة الائتلافية التي تحكم حاليا.
- الأوروغواي
- بيرو
- سوريا الحزب الشيوعي السوري.
- العراق الحزب الشيوعي العراقي